# Isochariesthes arrowi
Isochariesthes arrowi es una especie de escarabajo longicornio del género Isochariesthes, tribu Tragocephalini, subfamilia Lamiinae. Fue descrita científicamente por Breuning en 1934.
Se distribuye por Mozambique. Mide aproximadamente 10-13,5 milímetros de longitud. El período de vuelo ocurre en el mes de diciembre.